# Callicore pitheas
Callicore pitheas é uma borboleta neotropical da família Nymphalidae que se distribui do México ao Equador. Foi catalogada como Erycina pitheas em 1813 por Pierre André Latreille. Apresenta, vista por baixo, asas posteriores com coloração predominantemente amarela e dois ocelos, geralmente sobre mancha cor-de-rosa pálida. Possui contornos em azul claro na borda das asas anteriores e um pontilhado da mesma tonalidade, margeado de negro, próximo à borda das asas posteriores. Os ocelos também apresentam o interior azul claro. Em vista superior, a espécie apresenta as asas anteriores com superfície negra e duas áreas em vermelho (ou mais para o rosado). As asas posteriores também apresentam uma ampla faixa de mesma coloração, chegando quase até sua borda.

## Hábitos
Adultos de Callicore pitheas sugam frutos em fermentação e minerais dissolvidos da terra encharcada, podendo ser encontrados em ambiente de floresta de várzea, nos contrafortes andinos, em altitudes entre 100 e 600 metros. São geralmente solitários. Possuem voo rápido e poderoso em distâncias curtas.

## Lagarta e pupa
As lagartas de C. pitheas vivem sobre plantas da família Sapindaceae e são de coloração predominantemente esverdeada. Quando desenvolvidas, apresentam numerosos tubérculos e espinhos, com uma faixa amarela sobre o dorso; além de apresentarem a cabeça predominantemente negra, dotada de uma par de chifres que terminam em projeções com ramificações. A pupa é esverdeada também, com áreas mais escuras.